# Distrito de Barú
El distrito de Barú es una de las divisiones que conforma la provincia de Chiriquí, situado en la República de Panamá.
Es uno de los catorce distritos de Chiriquí y fue fundado en el año 1941, actualmente tiene siete corregimientos en los cuales habitan 59 412 personas, según el censo de 2022. 

## Historia
El distrito de Barú formó parte del distrito de Alanje, sin embargo, ante el auge económico tras la llegada de la empresa Chiriquí Land Company a estas tierras se creó un gobierno especial, para agilizar trámites por lo que en el año 1938 se crea la comarca de Barú bajo la administración de Juan Demóstenes Arosemena.
Su gobierno era semiautónomo y su cabecera fue Puerto Armuelles. Su primer y único intendente fue el Coronel Franklin Bernal, primer secretario, el poeta Santiago Anguizola Delgado, y el regidor (con función similar a un alcalde) fue José Pio Jiménez (padre).Siendo esta la antesala a la creación del Distrito de Barú mediante la Ley 103 del 12 de julio de 1941, que se oficializó bajo el mandato presidencial del doctor Arnulfo Árias Madrid.
El distrito de Barú, ubicado en la provincia de Chiriquí, Panamá, experimentó un significativo auge demográfico y económico gracias a su privilegiada posición geográfica y estratégica. Este desarrollo económico se sustentó en diversas actividades, como la pesca, la agricultura, la ganadería y la exportación de banano. La economía también se vio favorecida por el trasiego de petróleo desde la Petroterminal de Panamá (PTP), situada en la bahía de Charco Azul. En octubre de 1982, se inauguró un oleoducto que conectaba esta terminal con Changuinola, potenciando aún más el crecimiento económico de la región.
El auge económico atrajo a empresarios extranjeros, ejecutivos y empleados de la compañía bananera, quienes se asentaron en Puerto Armuelles. Allí se estableció una pequeña "Zona norteamericana", exclusiva para los directivos de la Chiriquí Land Company y la Petroterminal. Esta segregación creó una división de clases similar a la observada en la antigua Zona del Canal de Panamá, ocupada por Zonians y militares hasta diciembre de 1999.
Durante décadas, el crecimiento económico de Barú fue envidiado por otras regiones panameñas. No obstante, este auge comenzó a declinar, especialmente tras la invasión de Estados Unidos en 1989. Factores como el cierre del Ferrocarril, la retirada de la Chiriquí Land Company, el cierre del Muelle Fiscal y la caída de la industria bananera, principal sustento económico de la población, contribuyeron a este declive. En la actualidad, la economía de Barú se basa principalmente en el sector agrícola. Sin embargo, se observa un esfuerzo por diversificar la economía, aprovechando recursos como el mar, la tierra y el turismo para impulsar el desarrollo regional.

## División político-administrativa
Está conformado por siete corregimientos:
- Puerto Armuelles
- Limones
- Progreso
- Baco
- Rodolfo Aguilar Delgado
- El Palmar
- Manaca

## Deporte
El béisbol y el fútbol son los deportes más practicados y son considerados los "deportes del distrito".
- Chiriquí Occidente Fútbol Club
- Galaxy FC
- Majagua
- Nuevo Amanecer
- PCB
- Selección de béisbol de Chiriquí Occidente

Así también Barú, es el hogar de Omar Moreno ex jardinero central panameño que jugó desde 1975 hasta 1986 en las Grandes Ligas de Béisbol. Entre sus Infraestructuras deportivas de encuentra el Estadio Glorias Deportivas Baruenses, con una capacidad de más de 1,000 personas.

## Economía
Agroindustrias
En Barú, la actividad agropecuaria es un pilar fundamental de la economía local. Se cultivan arroz, plátano, sorgo, palma aceitera, banano, frijol de bejuco, guandú y maíz, entre otros productos agrícolas. Además, la región se distingue por la cría de ganado, cerdos y aves de corral, contribuyendo significativamente al abastecimiento alimentario y empleo en la zona.[cita requerida]
Turismo
Aunque en menor escala, el turismo también contribuye a la economía de Barú. Una de las festividades más relevantes es la celebración de San Antonio de Padua, cada 13 de junio. Durante esta festividad, se realizan actividades religiosas y populares, incluyendo misas y procesiones por las principales calles de Puerto Armuelles y una feria alusiva a la fecha, atrayendo a visitantes y dinamizando la economía local. 
Zona franca de Barú
Establecida bajo el Régimen Fiscal y Aduanero Especial de Zona Franca Turística y de Apoyo Logístico Multimodal según la Ley No. 19 de 2001, la Zona Franca de Barú es una iniciativa clave para el crecimiento económico local. Esta zona comercial, turística, logística e industrial busca incentivar el desarrollo y la inversión en Barú, aprovechando su ubicación estratégica en la frontera con Costa Rica para fomentar el comercio regional.
Oleoducto Trans-Panamá
El Oleoducto Trans-Panamá es una infraestructura esencial para la economía de Barú, facilitando el transporte de petróleo desde la costa atlántica hasta la costa pacífica. Con una extensión de 130 km, desde Chiriquí Grande hasta Charco Azul en el distrito de Barú, este oleoducto transporta mensualmente alrededor de 7 millones de barriles de crudo. La operación de este oleoducto ha posicionado a Puerto Armuelles como un importante centro de trasiego de petrolero en la región.
Energia Renovable
Enel Green Power Panamá (EGPP) está implementando el proyecto solar Madre Vieja en el corregimiento de Progreso, distrito de Barú. Este parque solar, que ocupará un área máxima de 33 hectáreas y tendrá una capacidad instalada de 31 MW, se sumará a los más de 100 MW solares operativos en el país, contribuyendo a la diversificación de la matriz energética y al desarrollo sostenible de la región.
Futuro
El Gobierno de Panamá busca poner en marcha la construcción del muelle fiscal de Puerto Armuelles y la cinta costera Baruense, proyectos que están destinados a crear más de dos mil empleos y a dinamizar aún más la economía local. 
Además, el jueves 29 de agosto de 2024, el presidente de Panamá, José Raúl Mulino, afirmó que la planificación del proyecto del tren Panamá-David avanzaba bien y adelantó que este proyecto ferroviario podría extenderse hasta la comunidad de Paso Canoas en el distrito de Barú. Esta extensión del tren promete mejorar significativamente la conectividad y el transporte en la región, impulsando adicionalmente el desarrollo económico de Barú.